# シカゴ・バーリントン・アンド・クインシー鉄道
シカゴ・バーリントン・アンド・クインシー鉄道 （シカゴ・バーリントン・アンド・クインシーてつどう、Chicago, Burlington and Quincy Railroad、略称CBQ、CB&Q）はかつてのアメリカ合衆国の一級鉄道の1つ。

## 概要
シカゴ・バーリントン・アンド・クインシー鉄道は、1840年代に開業したシカゴ - オーロラ間の鉄道としてスタートし、その後数年で、会社は名前にあるバーリントンやクインシーへの路線を開通させ、農産物の積み出しを行う鉄道としての発展を遂げた。

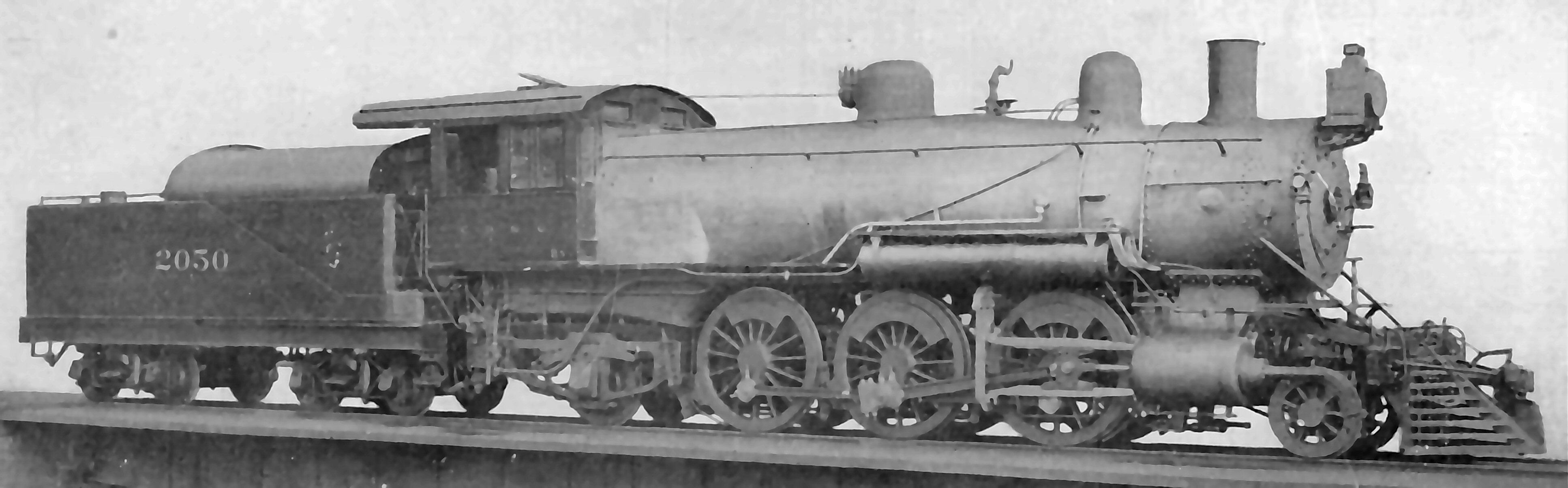
バーリントン鉄道向けプレーリー(2-6-2)型蒸気機関車

全盛期、会社は中西部とロッキー山脈山麓の各州（コロラド州、イリノイ州、アイオワ州、ミズーリ州、モンタナ州、ネブラスカ州、ウィスコンシン州、ワイオミング州）に路線を持ち、シカゴとミネアポリス、セントポール、セントルイス、カンザスシティ、デンバーなどを結ぶ列車を運行していた。この会社の経営は順調で、1862年に配当を行った唯一の一級鉄道会社で、その後も債務不履行を行うことがなかった数少ない会社の1つである。
1970年3月2日、シカゴ・バーリントン・アンド・クインシー鉄道はグレート・ノーザン鉄道(GN)、ノーザン・パシフィック鉄道(NP)、スポケーン・ポートランド・アンド・シアトル鉄道(SP&S)と合併してバーリントン・ノーザン鉄道(BN)となった。バーリントン・ノーザン鉄道はこの後、アッチソン・トピカ・アンド・サンタフェ鉄道(ATSF)と合併して現在のBNSF鉄道となり、大陸横断の貨物輸送事業などを担う鉄道会社として経営が続けられている。

## 軽量高速列車の導入

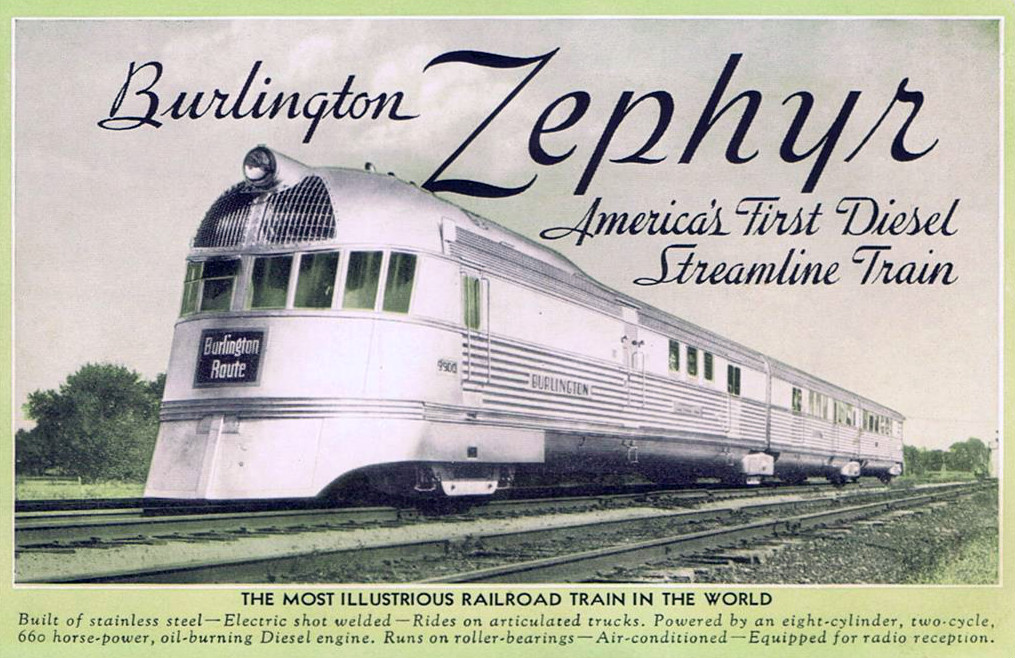
パイオニア・ゼファー 絵葉書

### ゼファー
大恐慌只中の1934年、会社は自家用車に奪われた乗客を取り戻すために、ディーゼル機関を搭載する軽量ディーゼル動車パイオニア・ゼファーを開発した。
この列車はバッド社により製造された。車体全体がステンレス製で、3車体連接車で全長が60メートルあったにもかかわらず、従来の大型客車1両分の重量しかなかった。座席定員は72で、その他にビュッフェと郵便荷物室を併設していた。また、先頭部分はショベルノーズと呼ばれるショベルをひっくり返したような形状の独特の流線形を構成していた。
パイオニア・ゼファーは600馬力のディーゼルエンジンを持ち、表定時速60マイル(96km/h)以上で高速列車での使用を念頭に設計されていた。1934年5月26日にはデンバーからシカゴまで1633kmのテスト走行を行い、13時間5分、平均124km/hで走りきった。高速性に加え、燃費が非常に安かったことも鉄道関係者の注目を集める事になった。
この最初のゼファーは1934年にカンザスシティ - オマハ - リンカーン間の営業運転に就き、大成功を収めた。この成功を受け、バーリントン鉄道では連結両数を増やした同型車両を導入して自社路線の主要列車のゼファーへの置き換えをはじめた。
このうち、パイオニア・ゼファーに続いて製作された3編成は、乗客定員が増えたものの、エンジン出力は600馬力のままで、その形状もパイオニア・ゼファーとほぼ同じであった。その後、シカゴ - デンバー間のデンバー・ゼファー用に導入された車両は寝台車や食堂車を持つ、12両編成、エンジン出力は、3000馬力（エンジン車両2両の合計）となるものの、連接方式は取りやめられ、実質的にディーゼル機関車牽引の客車列車となった。
その後登場したゼファーは標準化されたEシリーズディーゼル機関車の登場に伴い、バッド社製ステンレス客車をゼファー仕様のディーゼル機関車に牽引される列車となり、他社のディーゼル機関車牽引の客車列車と大きな差はなくなったが、旅客列車がアムトラックの運行となる1971年まで、ゼファーの名のつく列車はバーリントン鉄道の主力列車として活躍を続けた。中でも、カリフォルニア・ゼファーについてはアムトラックに引き継がれその列車名が残っている。
なお、第一編成パイオニア・ゼファーは1960年まで営業運転を行い、現在ではシカゴの科学産業博物館で保存展示されている。

### 日本への影響
ゼファーはその後の日本の車両製作技術に大きな影響を与えたが、もっとも直接の影響を受けたのが南満州鉄道であった。

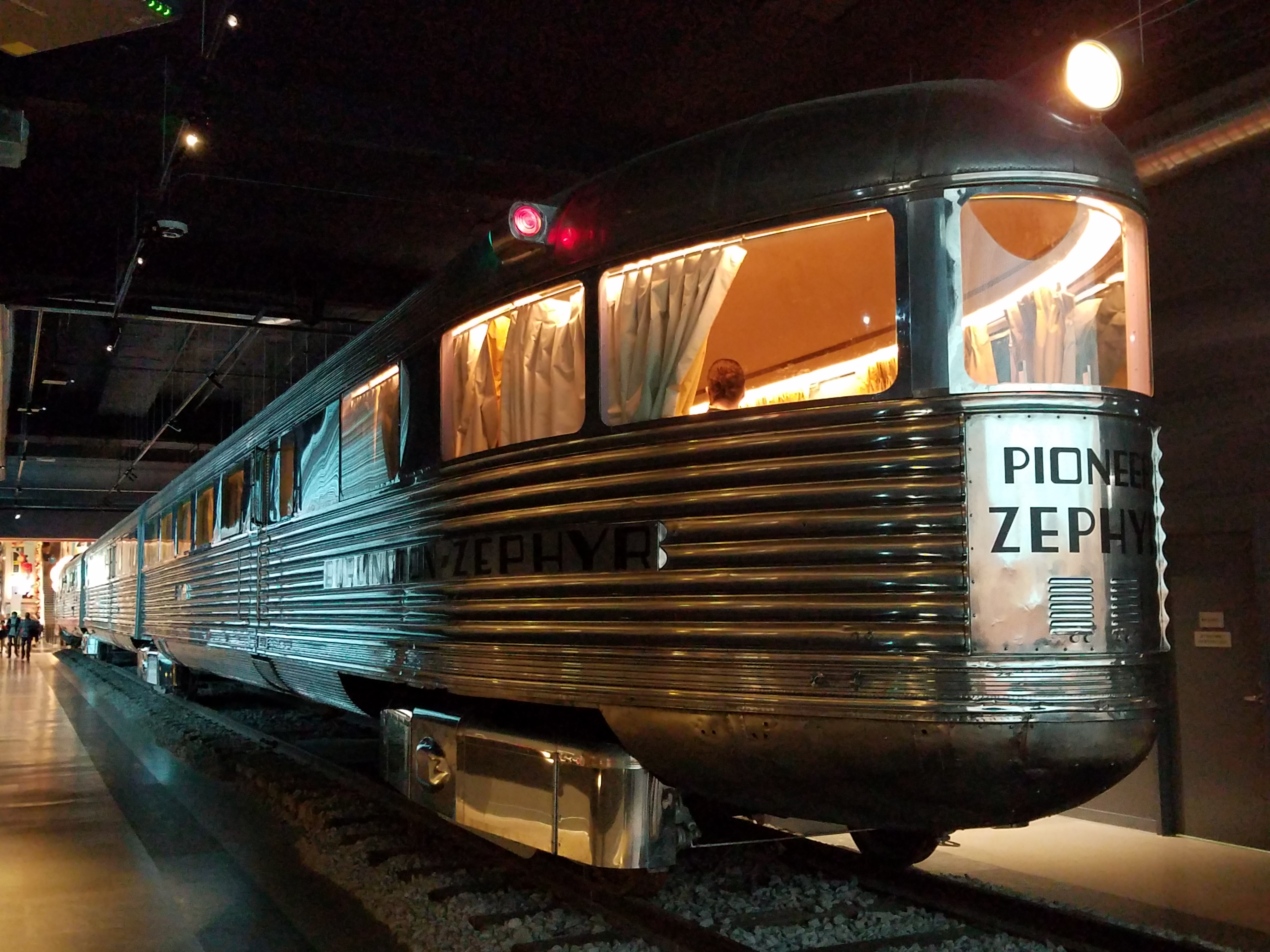
ゼファーの展望車

バッド社でパイオニア・ゼファーが建造されていた1933年、南満州鉄道の主任技師の座にあった市原善積は、社内で進められていた新型高速列車の車体設計の資料集めのためにアメリカ、ヨーロッパの鉄道視察を行った。彼は、当時公開されていたプルマン社のアルミ合金製展望車「ジョージ・M・プルマン」号やM10000型高速ディーゼル動車、バッド社のゼファーなどの情報を集めた。
「あじあ」用客車は、ゼファーの設計のうち、軽量構造や流線形の展望室の設計を参考としたが、ステンレス合金の代わりにドイツから輸入した高張力鋼を採用したり、ディーゼル機関を用いずに蒸気機関車を用いることで、建造費用を抑え、輸送需要に見合った輸送力を提供できる列車として建造された。同種の設計はニューヨーク・セントラル鉄道やミルウォーキー鉄道の流線形車両導入の際に行われたが、あじあ号はそれを先取りするものであった。
その後、南満州鉄道では、本格的なディーゼル動車としてジテ1を製作する。この車両はゼファーと同様、ディーゼル機関を持つ動力車と連接構造の付随車で設計され、試運転では好成績であったものの、製造コストの問題や、戦時輸送への対応などの問題から導入は限定的であった。
南満州鉄道以外にも、カリフォルニア・ゼファーに用いられた2階建て列車は近畿日本鉄道のビスタカーに影響を与え、また同社のディーゼル機関車のカラーリングは山陽電気鉄道のアルミカーに影響を与えた。

## 主要な列車

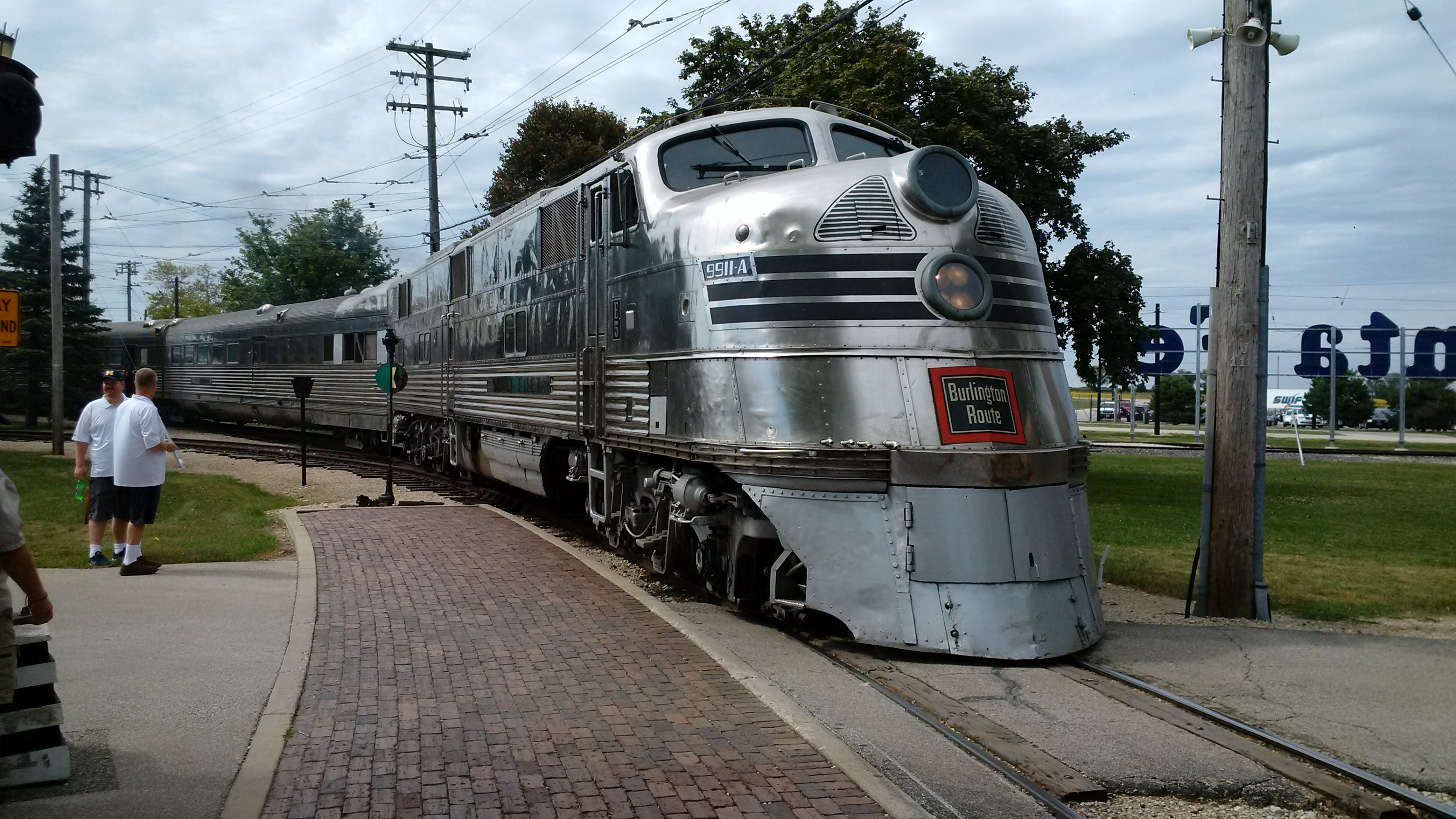
ネブラスカ・ゼファー

### ゼファーの名を冠した列車
- パイオニア・ゼファー （リンカーン - オマハ - カンザスシティ）
- ツインゼファー （シカゴ - ミネアポリス - セントポール）
- マークトウェインゼファー （セントルイス - バーリントン）
- デンバー・ゼファー （シカゴ - デンバー）
- ネブラスカ・ゼファー （シカゴ - オマハ - リンカーン）
- サム・ヒューストン・ゼファー （ヒューストン - ダラス - フォートワース）
- オザーク・ステート・ゼファー （カンザスシティ - セントルイス）
- ゼネラル・パーシング・ゼファー （カンザスシティ - セントルイス）
- シルバー・ストリーク・ゼファー （カンザスシティ - オマハ - リンカーン）
- アク・サー・ベン・ゼファー （カンザスシティ - オマハ - リンカーン）
- ゼファー・ロケット （セントルイス - ミネアポリス - セントポール）
- テキサス・ゼファー （デンバー - ダラス - フォートワース）
- アメリカン・ロイヤル・ゼファー （シカゴ - カンザスシティ）
- カンサス・シティ・ゼファー （シカゴ - カンザスシティ）
- カリフォルニア・ゼファー （シカゴ - サンフランシスコ）

### その他の列車

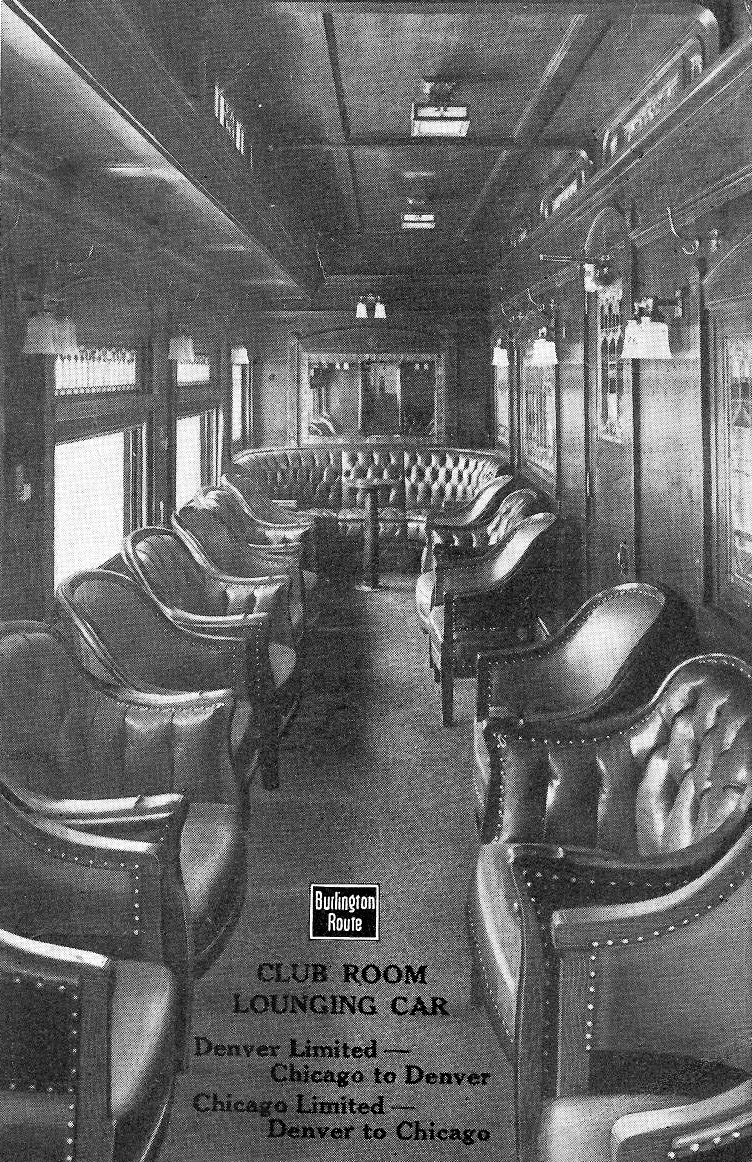
クラブルーム（1915年）

#### 自社路線のみの運行列車
- ブラックホーク （シカゴ - ミネアポリス - セントポール）
- アク・サー・ベン （シカゴ - オマハ - リンカーン）
- アドバンス・フライヤー （シカゴ - オマハ - リンカーン）
- ナイトホーク （セントルイス - カンザスシティ）
- アメリカン・ロイヤル （シカゴ - カンザスシティ）
- アドベンチャーランド （リンカーン - ビリングス）

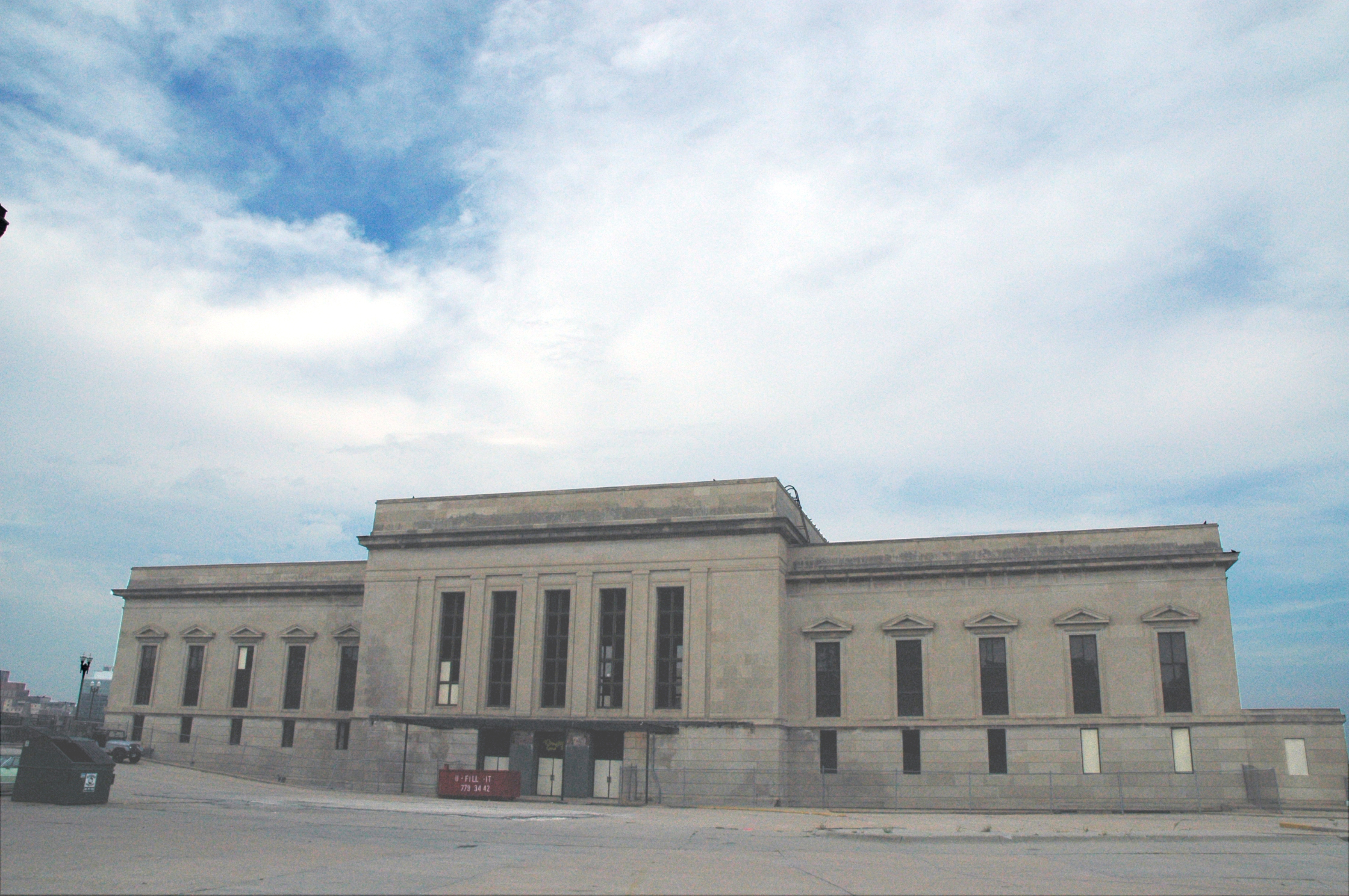
かつてのバーリントン鉄道オマハ駅

- コロラドアン （シカゴ - デンバー）

#### 他社乗り入れ列車
- エキスポジション・フライヤー （シカゴ - デンバー … サンフランシスコ）
- ノースコーストリミテッド （シカゴ - セントポール … シアトル・ポートランド）
- エンパイア・ビルダー （シカゴ - セントポール … シアトル・ポートランド）